# Stephen Ireland
Stephen James Ireland, född 22 augusti 1986 i Cobh, Cork på Irland, är en irländsk före detta fotbollsspelare. Han spelade bland annat för Irlands landslag.

## Klubbkarriär
Ireland startade sin karriär i Cobh, där han spelade juniorfotboll för Cobh Town Schoolboys och Cobh Ramblers Schoolboys, ett lag som hans far tidigare hade spelat för. Under hans tid hos Ramblers väcktes intresse hos flera brittiska klubbar, många av dem drog sig ur förhandlingar med anledning av att Ireland led av Schlatters sjukdom. När Ireland var 15 år flyttade han till Manchester Citys ungdomslag och spelade några A-lagsmatcher under försäsongen 2005. Han gjorde sin första tävlingsmatch 18 september samma år, mot Bolton Wanderers, han byttes då in i den 81:a minuten. Den första matchen han spelade från start var mot Doncaster Rovers tre dagar senare. Ireland blev utsedd till matchens bästa spelare i sin första Premier League-match mot Everton 2 oktober. Efter det fick han spela från start de sex efterföljande matcherna för Manchester City vilket ledde till att han skrev på kontrakt med klubben fram till 2009. Under resten av säsongen deltog han i ungefär hälften av matcherna och avslutade säsongen med totalt 16 matcher från start och 12 inhopp.
Den 26 december 2006 gjorde Ireland sitt första Premier League-mål för Manchester City med ett vänsterfotat volleyskott från 18 meters avstånd. Målet räckte till 1–0-seger mot Sheffield United på bortaplan. Irelands andra mål för klubben kom mot Sheffield Wednesday i den tredje rundan av FA-cupen; målet ledde till att han blev utsedd till matchens spelare, Manchester City vann med 2–1.
Den 18 februari 2007 gjorde han ännu ett mål, mot Preston North End, i femte rundan av FA-cupen då Manchester City vann med 3–1.
Den 17 augusti 2010 ingick han i en bytesaffär där Manchester City bytte Ireland och en summa pengar mot Aston Villas James Milner. Det totala värdet på Citys bud för Milner uppgavs i media ligga på 26 miljoner pund.
Han debuterade för Aston Villa mot Newcastle United i en match som slutade 6-0 till Newcastle. Ireland spelade hela matchen.

## Landslagskarriär
Ireland spelade för Irlands U15-, U16- och U17-landslag, men när han blev intagen i U18-landslaget hamnade han i gräl med förbundskaptenen Brian Kerr när han inte ens var med på bänken en match. Irland förlorade med 4–0 och Kerr antydde att Ireland skulle få spela nästa match för laget. När han ändå inte fick spela ville han återvända till sin klubb och Kerr sade att Ireland i så fall aldrig skulle få spela för Irland igen under Kerrs tid som kapten. Strax därefter blev Kerr utsedd till förbundskapten för seniorlandslaget vilket ledde till att Ireland övervägde att spela för England eller Italien istället.
I januari 2006 ersattes Kerr av Steve Staunton och inför Stauntons första match med Irland, en match mot Sverige, blev Ireland erbjuden att spela för laget. Han gjorde sitt första internationella mål 7 oktober 2006 i en 2–5-förlust mot Cypern.
7 februari 2007 räddade Ireland landslaget från förnedring då han gjorde det avgörande 2–1-målet mot San Marino i sista tilläggsminuten av matchen mot bottenlaget.
24 mars samma år gjorde han sitt första mål någonsin på Croke Park mot Wales. Det var hans tredje internationella mål på bara fyra matcher och ledde till att Irland vann med 1–0.
Han gjorde även mål mot Slovakien 8 september 2007. I nästa match (mot Tjeckien) kunde han inte spela för att hans mormor hade dött. Dagen efter att han meddelade det visade det sig att så inte alls var fallet. 14 september kontaktade Irlands fotbollsförbund Manchester City angående saken avslöjade Ireland sanningen att hans avhopp berodde på att hans flickvän Jessica hade fått missfall. Han bad offentligt om ursäkt på Manchester Citys hemsida.

### Kontroversen
När Irlands förbundskapten Staunton sade till Ireland att han hade ringt hans dåvarande flickvän Jessica och att hon hade sagt att Irelands mormor hade avlidit. Staunton frågade senare ut Ireland om saken, då Irlands fotbollsförbund hade tagit reda på att det inte var sant. Ireland hävdade då att det var hans farmor (det är samma ord för farmor och mormor på engelska). Manchester City gick djupare in på även det och då kom det fram från Ireland att hans flickvän hade fått missfall och trodde att fotbollsförbundet skulle låta honom vara om han sa att en nära släkting hade dött.

## Fotnoter
1. ↑  ”Player profile - Stephen Ireland”. Cobh Ramblers. Arkiverad från originalet den 27 september 2007. https://web.archive.org/web/20070927224053/http://www.cobhramblers.com/Schoolboys_Premierleague.htm. Läst 10 oktober 2007.
2. ↑  ”ESPNsoccernet: Stephen Ireland”. ESPN. Arkiverad från originalet den 9 januari 2007. https://web.archive.org/web/20070109144424/http://soccernet.espn.go.com/players/profile?id=46525&cc=5739. Läst 10 oktober 2007.
3. ↑  ”Ireland impresses as City add to Everton woes”. Unison. 3 oktober 2005. Arkiverad från originalet den 4 mars 2016. https://web.archive.org/web/20160304035412/http://www.unison.ie/irish_independent/stories.php3?ca=94&si=1480827&issue_id=13086. Läst 10 oktober 2007.
4. ↑  ”Mills' wonder goal inspires City as Moyes remains rock bottom”. Independent. 3 oktober 2005. Arkiverad från originalet den 30 september 2007. https://web.archive.org/web/20070930153715/http://sport.independent.co.uk/football/premiership/article316719.ece. Läst 10 oktober 2007.
5. ↑  ”Ireland signs new contract with City”. RTÉ. 26 oktober 2005. Arkiverad från originalet den 21 oktober 2007. https://web.archive.org/web/20071021162324/http://www.rte.ie/sport/2005/1026/irelands.html. Läst 10 oktober 2007.
6. ↑  James, Gary (2006). Manchester City - The Complete Record. Derby: Breedon. sid. 479. ISBN 1-85983-512-0
7. ↑  ”Manchester City agree deal to sign James Milner from Aston Villa”. guardian.co.uk. http://www.guardian.co.uk/football/2010/aug/17/james-milner-manchester-city. Läst 21 augusti 2010.
8. ↑  ”Ireland sets his sights on international return”. KTÉ. 20 december 2005. Arkiverad från originalet den 21 oktober 2007. https://web.archive.org/web/20071021162328/http://www.rte.ie/sport/2005/1220/irelands.html. Läst 10 oktober 2007.
9. ↑  ”"I would love to play for Ireland, absolutely love it"”. Manchester City - Birmingham City matchprogram. s. 17.
10. ↑  ”Rep of Ireland 3-0 Sweden”. BBC. 3 januari 2006. http://news.bbc.co.uk/sport1/hi/football/internationals/4764816.stm. Läst 10 oktober 2007.
11. ↑  ”Ireland's the victor in every sense”. Sunday Telegraph. 25 mars 2007. Arkiverad från originalet den 21 oktober 2007. https://web.archive.org/web/20071021155301/http://www.telegraph.co.uk/sport/main.jhtml?xml=%2Fsport%2F2007%2F03%2F25%2Fsfgire25.xml. Läst 10 oktober 2007.
12. ↑  ”Stephen Ireland admits lying over squad withdrawal”. Times Online. 14 september 2007. http://www.timesonline.co.uk/tol/sport/football/euro_2008/article2453891.ece. Läst 10 oktober 2007.[död länk]
13. ↑  Stephen Ireland (14 september 2007). ”Ireland sets the record straight”. Manchester City. http://www.mcfc.co.uk/default.sps?pagegid={DBD12D53-8346-431D-A04F-5D0F8664DE80}&newsid=471262. Läst 10 oktober 2007.